# 奧蘭多·阿西亞
奧蘭多·海蘇斯·阿西亞（西班牙語：Orlando Jesús Arcia，1994年8月4日—），為美國職棒大聯盟的游擊手，目前效力於科羅拉多洛磯。他先前曾效力過釀酒人與勇士等隊。

## 職業生涯

### 密爾瓦基釀酒人
2010年10月，阿西亞以國際自由球員身分與釀酒人簽約。他在小聯盟打拚了6年，於2016年8月2日登上大聯盟。那年他的打擊率為2成19，並敲出4轟與17分打點。
2017年，阿西亞站穩腳步。整季他出賽153場比賽，打擊率為2成77，並敲出15轟與14次盜壘成功。
2018年，阿西亞陷入打擊低潮，因此他遭到下放3A調整。之後他在7月底回到大聯盟，整季打擊率為2成36，並敲出3轟與30分打點。2018年國家聯盟分區賽第三戰，阿西亞敲出全壘打。2018年國家聯盟冠軍賽第二戰，阿西亞從柳賢振手中敲出全壘打，不過釀酒人最終以3勝4敗輸給道奇。
2019年，阿西亞繳出2成23的打擊率，外帶15轟與59分打點的成績。球季結束後，釀酒人交易來了游擊手路易斯·烏瑞亞斯，因此阿西亞的上場時間遭到壓縮。2020年，他的打擊率為2成60，並敲出5轟與20分打點。

### 亞特蘭大勇士
2021年4月6日，釀酒人將阿西亞交易到勇士，換來Patrick Weigel和Chad Sobotka。7月3日，阿西亞從3A升上大聯盟。

## 個人生活
阿西亞的哥哥Oswaldo Arcia也是一名大聯盟選手，目前他是自由球員。

## 外部連結
- 奧蘭多·阿西亞在美國職棒官網（英语）
- 奧蘭多·阿西亞在Baseball-Reference.com（大聯盟）（英语）
- 奧蘭多·阿西亞在Baseball-Reference.com（小聯盟以及海外聯盟）（英语）
- 奧蘭多·阿西亞在ESPN（MLB）（英语）
- 奧蘭多·阿西亞在FanGraphs.com（英语）
- 奧蘭多·阿西亞在Retrosheet（英语）
- 奧蘭多·阿西亞在The Baseball Cube（英语）
- 奧蘭多·阿西亞的Instagram帳戶